# Банковская система Республики Кипр
Банковское дело в республике Кипр долгое время было одним из приоритетных направлений развития оффшорного сектора экономики страны, хотя в конечном счёте недостаточное диверсифицирование их активов привело к кризису банковской системы (см. Финансовый кризис в Республике Кипр (2012—2013)). 
По состоянию на начало 2013 года на территории республики Кипр действовало 26 банковских систем из разных стран, содержащих на своих счетах сумму, эквивалентную 835 % ВВП страны, что значительно выше среднего по ЕС уровня в 354 %. 
На момент начала кризиса (2012), банковская система острова содержала вклады на 68 млрд евро, под проценты достигающие +4,5 % годовых, в том числе 38 млрд. (55,9 %) располагалось на счетах, содержащих свыше 100 000 евро. Содержание такой суммы стало непосильным бременем для республики с населением 0,84 млн человек. Среди этих 26 банков крупнейшими были киприотские по происхождению системы Банк Кипра и Кипрский народный банк; они также имеют филиалы за рубежом, в первую очередь в Великобритании. 
На территории Кипра свой филиал имеет и российский Внешторгбанк. 
До начала острого кризиса банковской системы 2013 года, банковские системы страны пытались переварить капиталы поступающие извне в два довольно рискованных сектора экономики: «строительный бум» на самом острове (который привёл к развитию финансового пузыря на рынке недвижимости), а также в покупку довольно рискованных долговых обязательств правительства Греции, которое оказалось на грани дефолта из-за фактической потери контроля над долговыми обязательствами страны.

## Кризис икорралито
16 марта 2013 года Правительство Кипра было вынуждено заморозить деятельность банковской системы страны (за исключением зарубежных филиалов) для предотвращения массового оттока капитала, а также с целью экспроприации части вкладов частых лиц. На 24 марта в планы президента страны входили реструктуризация Банка Кипра, а также ликвидация Кипрского народного банка. Потери их вкладчиков, равно как и размеры увольнений пока не определены.
В субботу 30 марта 2013 года греческие СМИ опубликовали текст указа Центрального банка Кипра о реорганизации банковских счетов двух крупнейших банков страны с двумя разными формулами реструктуризации их счетов. Согласно ему, Банк Кипра планирует выпустить акции, на которые будут обменяны 37,5 % суммы счетов, превышающих 100 тысяч евро. Еще на 22,5 % суммы счетов, превышающих 100 тысяч евро, не будут начисляться проценты. Предполагается, однако, что эти средства банк также сможет в будущем обменять на акции. На оставшиеся 40 % по вкладам свыше 100 тысяч евро будут начисляться проценты, но эти средства также нельзя будет снять со счёта до нормализации финансово-экономической ситуации в стране. По данным СМИ, ЦБ Кипра также подготовил указ о реорганизации и Кипрского народного банка. Министр финансов Михалис Саррис заявил, что крупным вкладчикам банка, возможно, придётся смириться с потерей 80 % средств, находящихся на счетах, имеющих свыше 100 000 евро. Оставшиеся 20 %, по словам министра, можно будет получить в течение последующих нескольких лет.